# Agenția de Cercetare pe Internet

Expresia „Trollii din Olgino” a început să fie utilizată după ce s-a descoperit că unele conturi false pentru trolling aveau legătură cu Sankt Petersburg, Rusia.

Agenția de Cercetare pe Internet (engl. „Internet Research Agency” sau „IRA”), cunoscută în jargonul rusesc de Internet ca „Trollii din Olgino”, este o companie rusească, cu sediul în Sankt Petersburg, care ia parte la operațiuni de influențare a mediului online în numele guvernului Rusiei. Agenția a utilizat conturi false înregistrate pe rețele de socializare importante, forumuri de discuții, situri de ziare online și servicii de găzduire a materialelor video pentru a promova interesele Kremlinului în politica internă rusă, în Ucraina și în Orientul Mijlociu; ea a încercat să influențeze alegerile prezidențiale din Statele Unite în 2016, sprijinind candidatul Donald Trump.
Măsura în care guvernul Rusiei a încercat să influențeze opinia publică folosind rețelele de socializare a devenit larg cunoscută după ce un articol BuzzFeed din iunie 2014 a oferit detalii ample despre documentele guvernamentale dezvăluite de crackeri în acel an.[2] IRA a intrat în atenția presei internaționale în iunie 2015, când s-a arătat că unul dintre sediile sale deținea date provenite din conturile false folosite pentru trolling. Mai apoi, au fost publicate știri despre indivizi care erau plătiți pentru a se ocupa de aceste activități.

## Origini
Biroul agenției din Olgino, un cartier istoric din Sankt Petersburg, a fost dezvăluit de jurnaliștii ruși în 2013. „Trolii din Olgino” a devenit un termen general care se referă la propaganda pro-rusă, nu neapărat la oamenii din biroul de la Olgino.

## Organizatori

### Strategici
Ziarul Vedomosti face legătura între strategia de manipulare a conștiinței publice prin mijloace digitale, aprobată de autoritățile ruse, cu Viaceslav Volodin, prim-adjunct al Administrației Prezidențiale conduse de Vladimir Putin.

### Tactici
Conform anchetelor efectuate de jurnaliști, biroul din Olgino a fost numit oficial Internet Research Agency Ltd. Firma a fost fondată în vara lui 2013.
Ziariștii mai arată și că Alexei Soskovets, care a luat parte la mișcările politice de tineret din Rusia, era direct legat de biroul din Olgino. Firma lui, North-Western Service Agency, a câștigat 17 sau 18 contracte (în funcție de sursa citată) pentru organizarea de festivități, forumuri și competiții sportive pentru autoritățile din Sankt Petersburg. În jumătate dintre aceste licitații, agenția a fost singurul participant. În vara lui 2013, ea a câștigat un concurs pentru furnizarea de servicii de curierat către participanții la tabăra Seliger.

## Sedii

### În Sankt Petersburg

#### În Olgino
59°59′42.7″N 30°07′49.7″E / 59.995194°N 30.130472°E

#### În strada Savushkina
59°59′03.5″N 30°16′19.1″E / 59.984306°N 30.271972°E